# 詹姆斯·厄谢尔

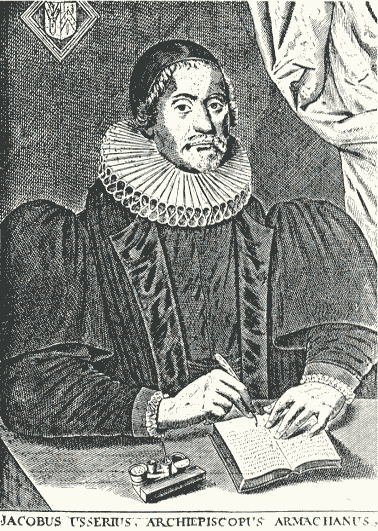
厄谢尔主教

詹姆斯·厄谢尔（英語：James Ussher，或拼為Usher，/ˈʌʃər/，1581年1月4日—1656年3月21日），生於愛爾蘭都柏林，在1625年至1656年間，曾任愛爾蘭教會阿瑪（Armagh）教區大主教兼任全愛爾蘭天主教會大主教。他也是一位歷史學家，在他的著作《厄谢尔年表》（Ussher chronology）中，根據聖經記載及曆法考證，認為世界創造於公元前4004年10月23日禮拜天。

## 生平
出身於一個盎格魯愛爾蘭人（Anglo-Irish）家庭。他的外祖父James Stanihurst，為愛爾蘭議會成員。他的父親Arnold Ussher，是衡平法院的一個官員。